# 乌兰淖尔 (伊金霍洛旗)
乌兰淖尔也作乌兰诺尔、乌拉淖、乌兰淖，是一个位于中国内蒙古自治区鄂尔多斯市伊金霍洛旗红庆河镇境内的内流鹹水湖，地处红庆河镇政府驻地西南约4.5千米处的毛乌素沙地中，湖面海拔1280.0米，湖长4.0千米，最大宽度2.9千米，平均宽2.2千米，面积8.9平方千米。主要入湖河流乌兰淖尔沟（乌兰淖河）自西北岸汇入。东乌铁路经过乌兰淖尔西南岸。
2021年公布的鄂尔多斯市伊金霍洛旗镇级、嘎查村级河（湖）长名录表中，乌兰淖尔的镇级湖长为红庆河镇副镇长郗金巴，嘎查村级湖长为乌兰淖尔村村支部书记兼村委会主任孙雪华。